# Francisco Caupers Machado de Faria e Maia
Francisco Caupers Machado de Faria e Maia (Ponta Delgada, 24 de Maio de 1841 — Ponta Delgada, 15 de Abril de 1923), filho do 1.º visconde de Faria e Maia, foi um professor liceal, reitor do Liceu de Ponta Delgada e político açoriano. Foi deputado às Cortes e membro da Câmara dos Pares do Reino.

## Biografia
Nasceu no seio da poderosa família Faria e Maia, filho de Francisco Machado de Faria e Maia, 1.º visconde de Faria e Maia, e de sua mulher e prima Teresa Clara de Jesus Cardoso Machado de Faria e Maia.
Formou-se bacharel em Direito pela Universidade de Coimbra em 1863. Durante os seus tempos de estudante em Coimbra, conviveu com alguns dos grandes vultos da intelectualidade do tempo, entre os quais Antero de Quental de quem foi amigo íntimo, dedicando-lhe o poema "Contemplação", inserto na obra Poesia Completa.
Regressou à sua cidade natal, sendo nomeado auditor administrativo e depois conservador do Registo Predial de Ponta Delgada, tendo sido o primeiro titular daquele cargo. Foi também professor de Filosofia e depois reitor do Liceu Nacional de Ponta Delgada.
Como a riqueza familiar lhe permitia independência financeira, dedicou todos os seus vencimentos e honorários à instituição do Prémio Faria e Maia, destinado a distinguir os melhores alunos do Liceu de Ponta Delgada.
Seguindo a tradição familiar, ingressou na actividade política e foi eleito par do reino em representação nas listas do Partido Regenerador nas eleições de 14 de Abril de 1890. Tomou assento na Câmara dos Pares do Reino, onde interveio sobre questões de particular interesse para os Açores, entre as quais a questão do monopólio do álcool.
Com o advento da autonomia administrativa, em 1895 foi eleito procurador à Junta Geral do Distrito Autónomo de Ponta Delgada, em representação do concelho da Ribeira Grande.
Francisco Machado de Faria e Maia dedicou-se à escrita, publicando diversas obras de carácter literário e algumas obras de temática sociológica e jurídica.

## Principais publicações
- 1878 - Análise Crítica da Mutualidade de Serviços:
- 1878 - Determinação e desenvolvimento da ideia do Direito ou síntese da vida jurídica. Coimbra, Imprensa da Universidade;
- ?   - O Direito no Evolucionismo Voluntarista.